# فرانسيس بالدوين
فرانسيس بالدوين (بالإنجليزية: Frances Baldwin)‏ هي رسامة أمريكية، ولدت في 18 أكتوبر 1907 في سان فرانسيسكو في الولايات المتحدة، وتوفي بنفس المكان في 7 أغسطس 1999.